# Крумме Ланке
«Крумме Ланке» (нем. Krumme Lanke) — станция Берлинского метрополитена. Юго-западная конечная на линии U3. Вестибюль станции расположен на пересечении улиц Аргентинише Аллее (нем. Argentinische Allee) и Фишерхюттештрассе (нем. Fischerhüttestraße). Существуют планы продления линии U3 до станции «Мексикоплац» (нем. Mexikoplatz) городской электрички.

## История
Станция открыта 22 декабря 1929 года в составе участка «Тильплац» — «Крумме Ланке» и расположена в районе Берлина Штеглиц-Целендорф. Станция названа по близлежащему озеру. Проектное название — «Альзенштрассе» (нем. Alsenstraße). В 1989 году был реконструирован вестибюль станции.

## Архитектура и оформление

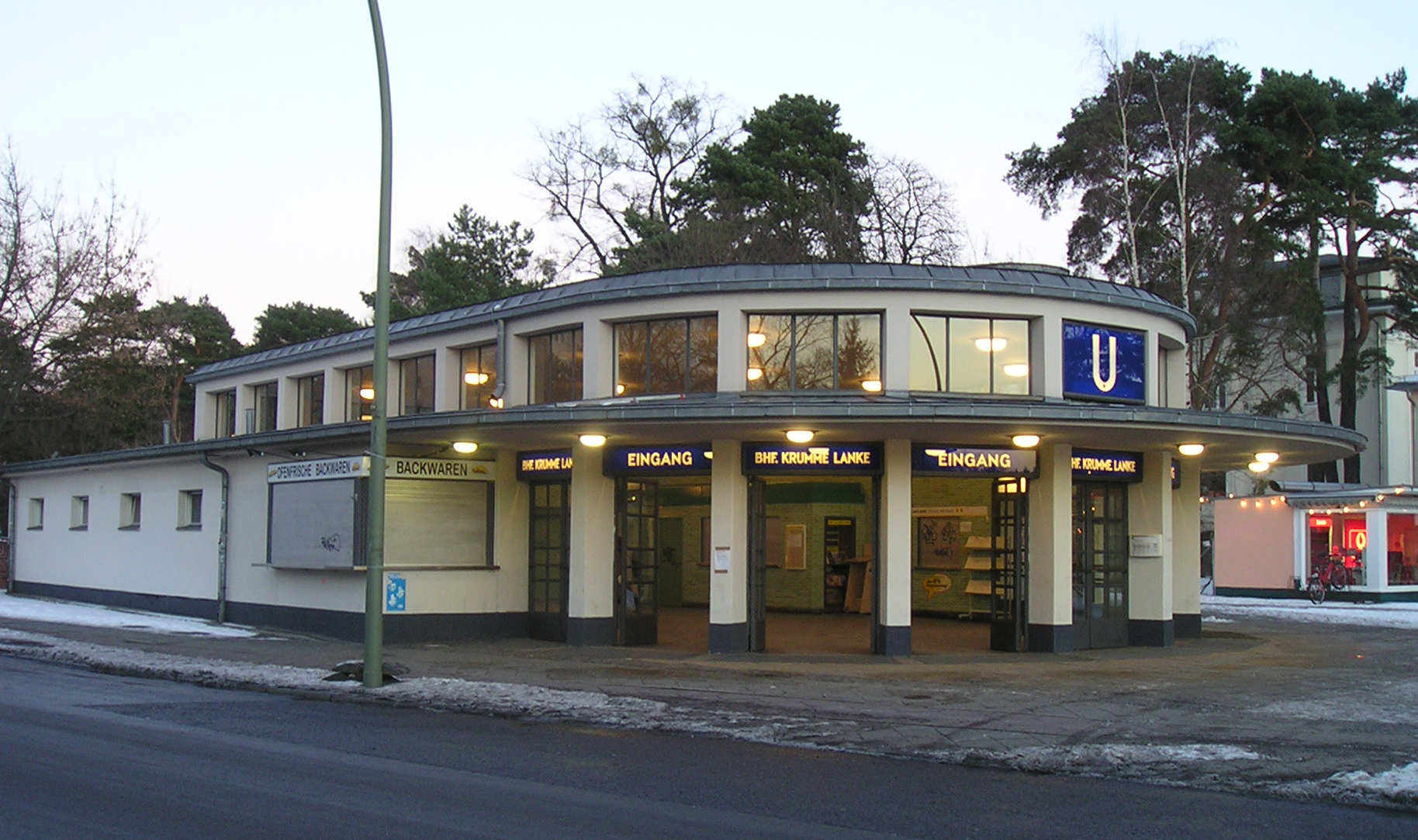
Вестибюль станции

На станции одна островная платформа шириной 8,8 м и длиной 110,5 м, закрытая навесом, и три станционных пути, один из которых тупиковый и выхода на платформу не имеет. В западном конце находится полукруглый вестибюль, построенный в стиле конструктивизма по проекту Альфреда Гренандера. Непосредственно за станцией находится ремонтный цех подвижного состава, который в настоящее время не используется, и тупик.